# Örkelljunga VK
Örkelljunga VK är en volleybollklubb från Örkelljunga. Örkelljunga scoutkår startade volleybollverksamhet 1972 och avancerade till näst högsta serien. 1982 lades sektionen ner och Örkelljunga VK bildades. Klubbens herrlag kom upp i Elitserien 1991, damlaget kom upp i elitserien 1997. Efter fyra finalförluster vann herrlaget sitt första SM-guld 1999. Totalt har herrlaget tagit fyra SM-guld (1999, 2002, 2003 och 2004).

### Fotnoter
1. ↑  ”Om föreningen”. Örkelljunga VK. https://www.orkelljungavk.se/orkelljungavk/om. Läst 5 december 2022.